# Gran Premio di San Marino 1991
Il Gran Premio di San Marino 1991 è stato un Gran Premio di Formula 1 disputato il 28 aprile 1991 all'Autodromo Enzo e Dino Ferrari di Imola. La gara è stata vinta da Ayrton Senna su McLaren che firma il successo per la 29ª volta in carriera; per il finlandese JJ Lehto arriva il primo ed unico podio della sua carriera in Formula 1.

## Prima della gara
Al team AGS c'è un cambio di proprietà; le vetture cambiano l'usuale livrea bianca con una rosso-blu e Stefan Johansson viene rimpiazzato da Fabrizio Barbazza.

## Qualifiche
Senna conquista la sua 55ª pole position in carriera davanti a Patrese, Prost, Mansell e Berger.

### Prequalifiche
| Pos | No | Pilota             | Costruttore               | Time     |
| --- | -- | ------------------ | ------------------------- | -------- |
| 1   | 33 | Andrea De Cesaris  | Jordan - Ford             | 1:25.535 |
| 2   | 22 | Jyrki Järvilehto   | Scuderia Italia - Judd    | 1:25.923 |
| 3   | 32 | Bertrand Gachot    | Jordan - Ford             | 1:25.980 |
| 4   | 35 | Eric van de Poele  | Modena Team - Lamborghini | 1:26.117 |
| NPQ | 21 | Emanuele Pirro     | Scuderia Italia - Judd    | 1:26.305 |
| NPQ | 14 | Olivier Grouillard | Fondmetal - Ford          | 1:26.789 |
| NPQ | 34 | Nicola Larini      | Modena Team - Lamborghini | 1:26.886 |
| NPQ | 31 | Pedro Chaves       | Coloni - Ford             | 1:31.239 |

### Qualifiche
| Pos                     | No | Pilota            | Costruttore               | Tempo    |
| ----------------------- | -- | ----------------- | ------------------------- | -------- |
| 1                       | 1  | Ayrton Senna      | McLaren - Honda           | 1:21.877 |
| 2                       | 6  | Riccardo Patrese  | Williams - Renault        | 1:21.957 |
| 3                       | 27 | Alain Prost       | Ferrari                   | 1:22.195 |
| 4                       | 5  | Nigel Mansell     | Williams - Renault        | 1:22.366 |
| 5                       | 2  | Gerhard Berger    | McLaren - Honda           | 1:22.567 |
| 6                       | 4  | Stefano Modena    | Tyrrell - Honda           | 1:23.511 |
| 7                       | 28 | Jean Alesi        | Ferrari                   | 1:23.945 |
| 8                       | 24 | Gianni Morbidelli | Minardi - Ferrari         | 1:24.762 |
| 9                       | 23 | Pierluigi Martini | Minardi - Ferrari         | 1:24.807 |
| 10                      | 3  | Satoru Nakajima   | Tyrrell - Honda           | 1:25.345 |
| 11                      | 33 | Andrea De Cesaris | Jordan - Ford             | 1:25.491 |
| 12                      | 32 | Bertrand Gachot   | Jordan - Ford             | 1:25.531 |
| 13                      | 19 | Roberto Moreno    | Benetton - Ford           | 1:25.655 |
| 14                      | 20 | Nelson Piquet     | Benetton - Ford           | 1:25.809 |
| 15                      | 15 | Maurício Gugelmin | Leyton House - Ilmor      | 1:25.841 |
| 16                      | 22 | Jyrki Järvilehto  | Scuderia Italia - Judd    | 1:25.974 |
| 17                      | 29 | Éric Bernard      | Larrousse - Ford          | 1:25.983 |
| 18                      | 7  | Martin Brundle    | Brabham - Yamaha          | 1:26.055 |
| 19                      | 26 | Érik Comas        | Ligier - Lamborghini      | 1:26.207 |
| 20                      | 30 | Aguri Suzuki      | Larrousse - Ford          | 1:26.356 |
| 21                      | 35 | Eric van de Poele | Modena Team - Lamborghini | 1:26.550 |
| 22                      | 18 | Ivan Capelli      | Leyton House - Ilmor      | 1:26.602 |
| 23                      | 8  | Mark Blundell     | Brabham - Yamaha          | 1:26.778 |
| 24                      | 25 | Thierry Boutsen   | Ligier - Lamborghini      | 1:26.998 |
| 25                      | 11 | Mika Häkkinen     | Lotus - Judd              | 1:27.324 |
| 26                      | 12 | Julian Bailey     | Lotus - Judd              | 1:27.976 |
| Vetture non qualificate |    |                   |                           |          |
| NQ                      | 17 | Gabriele Tarquini | AGS - Ford                | 1:28.175 |
| NQ                      | 18 | Fabrizio Barbazza | AGS - Ford                | 1:29.665 |
| NQ                      | 10 | Alex Caffi        | Footwork - Porsche        | 1:30.280 |
| NQ                      | 9  | Michele Alboreto  | Footwork - Porsche        | 1:30.762 |

## Gara
Durante il giro di formazione, su pista umida, Prost e Berger escono di pista: l'austriaco riesce a proseguire, mentre il ferrarista fa spegnere il motore e si deve ritirare prima ancora che la gara inizi.
Alla partenza Patrese conquista la testa della corsa davanti Senna; Mansell, partito male per un problema al cambio, si ritira già alla fine del primo passaggio dopo una collisione con Brundle. Una tornata più tardi Piquet esce di pista e si ritira, mentre nel corso del terzo giro è Alesi che deve abbandonare dopo essere uscito di pista dopo aver tentato un improbabile sorpasso ai danni di Modena.
In testa senza problemi, Patrese si ferma ai box con problemi elettrici; il pilota italiano torna in pista ultimo solo per ritirarsi definitivamente nove tornate più tardi. Il ritiro di Patrese lascia strada libera a Senna, che però subisce la rimonta del compagno di squadra Berger che, girando in media un secondo e mezzo più veloce del brasiliano, gli si porta a cinque secondi. Alle spalle dei due piloti della McLaren si trovano le due Tyrrell di Modena e Nakajima e le due Minardi di Martini e Morbidelli.
Entrambi i piloti della McLaren tornano ai box per cambiare le gomme; Senna mantiene il comando, mentre Berger è attardato dietro ad un gruppetto di doppiati formato da Gugelmin, Bailey e Boutsen; lo stesso Bailey si porta in sesta posizione dopo aver superato De Cesaris e dopo il ritiro di Nakajima per problemi alla trasmissione.
Capelli, risalito fino in quarta posizione, esce di pista e si ritira; anche Modena è costretto alla resa da problemi alla trasmissione. I ritiri fanno sì che dietro ai due piloti della McLaren vengano a trovarsi, nell'ordine, Moreno, Lehto, van de Poele e Martini.
Al 55º passaggio Moreno si ritira per problemi al motore; Senna resiste alla rimonta del compagno di squadra nonostante problemi con la pressione dell'olio e vince la terza gara consecutiva davanti a Berger, Lehto, Martini, Häkkinen e Bailey.

### Classifica
| Pos      | No | Pilota             | Costruttore               | Giri | Tempo/Ritirato                      | Partenza | Punti |
| -------- | -- | ------------------ | ------------------------- | ---- | ----------------------------------- | -------- | ----- |
| 1        | 1  | Ayrton Senna       | McLaren - Honda           | 61   | 1:35:14.750                         | 1        | 10    |
| 2        | 2  | Gerhard Berger     | McLaren - Honda           | 61   | + 1.675                             | 5        | 6     |
| 3        | 22 | Jyrki Järvilehto   | Scuderia Italia - Judd    | 60   | + 1 giro                            | 16       | 4     |
| 4        | 23 | Pierluigi Martini  | Minardi - Ferrari         | 59   | + 2 giri                            | 9        | 3     |
| 5        | 11 | Mika Häkkinen      | Lotus - Judd              | 58   | + 3 giri                            | 25       | 2     |
| 6        | 12 | Julian Bailey      | Lotus - Judd              | 58   | + 3 giri                            | 26       | 1     |
| 7        | 25 | Thierry Boutsen    | Ligier - Lamborghini      | 58   | + 3 giri                            | 24       |       |
| 8        | 8  | Mark Blundell      | Brabham - Yamaha          | 58   | + 3 giri                            | 23       |       |
| 9        | 35 | Eric van de Poele  | Modena Team - Lamborghini | 57   | Senza benzina                       | 21       |       |
| 10       | 26 | Érik Comas         | Ligier - Lamborghini      | 57   | + 4 giri                            | 19       |       |
| 11       | 7  | Martin Brundle     | Brabham - Yamaha          | 57   | + 4 giri                            | 18       |       |
| Ritirato | 15 | Maurício Gugelmin  | Leyton House - Ilmor      | 55   | Problemi al motore                  | 15       |       |
| Ritirato | 19 | Roberto Moreno     | Benetton - Ford           | 54   | Problemi al motore                  | 13       |       |
| Ritirato | 4  | Stefano Modena     | Tyrrell - Honda           | 41   | Problemi alla trasmissione          | 6        |       |
| Ritirato | 33 | Andrea De Cesaris  | Jordan - Ford             | 37   | Problemi al cambio                  | 11       |       |
| Ritirato | 32 | Bertrand Gachot    | Jordan - Ford             | 37   | Problemi alla sospensione anteriore | 13       |       |
| Ritirato | 16 | Ivan Capelli       | Leyton House - Ilmor      | 24   | Testacoda                           | 22       |       |
| Ritirato | 29 | Éric Bernard       | Larrousse - Ford          | 17   | Rottura del motore                  | 17       |       |
| Ritirato | 6  | Riccardo Patrese   | Williams - Renault        | 17   | Problema elettrico                  | 2        |       |
| Ritirato | 3  | Satoru Nakajima    | Tyrrell - Honda           | 15   | Problemi alla trasmissione          | 10       |       |
| Ritirato | 24 | Gianni Morbidelli  | Minardi - Ferrari         | 10   | Problemi al cambio                  | 8        |       |
| Ritirato | 28 | Jean Alesi         | Ferrari                   | 2    | Testacoda                           | 7        |       |
| Ritirato | 30 | Aguri Suzuki       | Larrousse - Ford          | 2    | Testacoda                           | 20       |       |
| Ritirato | 20 | Nelson Piquet      | Benetton - Ford           | 1    | Testacoda                           | 14       |       |
| Ritirato | 5  | Nigel Mansell      | Williams - Renault        | 0    | Collisione con M.Brundle            | 4        |       |
| NP       | 27 | Alain Prost        | Ferrari                   | 0    | Testacoda                           | 3        |       |
| NQ       | 17 | Gabriele Tarquini  | AGS - Ford                |      |                                     |          |       |
| NQ       | 18 | Fabrizio Barbazza  | AGS - Ford                |      |                                     |          |       |
| NQ       | 10 | Alex Caffi         | Footwork - Porsche        |      |                                     |          |       |
| NQ       | 9  | Michele Alboreto   | Footwork - Porsche        |      |                                     |          |       |
| NPQ      | 21 | Emanuele Pirro     | Scuderia Italia - Judd    |      |                                     |          |       |
| NPQ      | 14 | Olivier Grouillard | Fondmetal - Ford          |      |                                     |          |       |
| NPQ      | 34 | Nicola Larini      | Modena Team - Lamborghini |      |                                     |          |       |
| NPQ      | 31 | Pedro Chaves       | Coloni - Ford             |      |                                     |          |       |

## Classifiche

### Piloti
| Pos. | Pilota            | Punti |
| ---- | ----------------- | ----- |
| 1    | Ayrton Senna      | 30    |
| 2    | Gerhard Berger    | 10    |
| 3    | Alain Prost       | 9     |
| 4    | Riccardo Patrese  | 6     |
| 5    | Nelson Piquet     | 6     |
| 6    | Jyrki Järvilehto  | 4     |
| 7    | Stefano Modena    | 3     |
| 8    | Pierluigi Martini | 3     |
| 9    | Satoru Nakajima   | 2     |
| 10   | Mika Häkkinen     | 2     |
| 11   | Aguri Suzuki      | 1     |
| 12   | Jean Alesi        | 1     |
| 13   | Julian Bailey     | 1     |

### Costruttori
| Pos. | Team                   | Punti |
| ---- | ---------------------- | ----- |
| 1    | McLaren - Honda        | 40    |
| 2    | Ferrari                | 10    |
| 3    | Williams - Renault     | 6     |
| 4    | Benetton - Ford        | 6     |
| 5    | Tyrrell - Honda        | 5     |
| 6    | Scuderia Italia - Judd | 4     |
| 7    | Minardi - Ferrari      | 3     |
| 8    | Lotus - Judd           | 3     |
| 9    | Larrousse - Ford       | 1     |

## Statistiche
- Primo podio: JJ Lehto
- Primi punti: Mika Häkkinen, Julian Bailey
- Prima gara: Fabrizio Barbazza

## Fonti
- The Official Formula 1 website, su formula1.com. URL consultato l'8 maggio 2009.